# Група армій «G»
Група армій «G» (нім. Heeresgruppe G) — оперативно-стратегічне формування збройних сил Третього Рейху під час Другої Світової Війни. Група армій діяла у 1944–1945 в південній Франції та південно-західній Німеччині.

## Бойові дії
Група армій «G» була сформована 10 травня 1944 з 1-ї та 19-ї армій для оборони південної Франції. 15 серпня союзні війська десантували морський та повітряний десанти на південні французькі міста. У зв'язку з поразками німців в Нормандії, щоб уникнути оточення, командуванню групи армій було наказано відступати на північ до німецького кордону. 1-ша армія відступала в паризькому напрямку, а 19-та армія виходила до Вогезьких гір. В серпні до групи армій була включена 5-та танкова армія. Пізніше танкова армія була знов повернена до групи армій «B», а війська групи армій «G» до листопада відійшли до району Ельзасу та Лотарингії.
У січні 1945 війська групи армій разом з групою армій «Верхній Рейн», в котру була включена 19-та армія, намагалися провести наступальну операцію в районі Ельзасу та Лотарингії проти 7-ї американської армії. Операція скінчилася поразкою, американо-французькі війська, що перейшли до наступу, до 9 лютого повністю розгромили групу армій «Верхній Рейн».
Після цього останні місяці війни група армій «G», що мала у своєму складі погано озброєні батальйони фольксштурму та значно поступаючись супротивнику в силах, вела бої в районах Вюртембергу та Баварії. 5 травня 1945 року командування групи армій підписало капітуляцію перед американським командуванням в містечку Хар, біля Мюнхену.

## Командувачі групи армій
Західний фронт
- генерал-полковник Йоганес Бласковіц (8 травня — 21 вересня 1944);
- генерал танкових військ Герман Бальк (21 вересня — 24 грудня 1944);
- генерал-полковник Йоганес Бласковіц (24 грудня 1944 — 29 січня 1945);
- СС-оберстгрупенфюрер та генерал-полковник Ваффен-СС Пауль Хауссер (29 січня — 2 квітня 1945);
- генерал від інфантерії Фрідріх Шульц (2 квітня — 5 травня 1945).

## Склад групи армій
- 1-ша армія (10 травня — серпень 1944, вересень 1944 — квітень 1945)
- 19-та армія (10 травня — 31 грудня 1944, 19 лютого — 8 травня 1945)
- 5-та танкова армія (18 серпня — 22 вересня 1944)
- 7-ма армія (квітень 1945)